# Chaetocladius breviventris
Chaetocladius breviventris är en tvåvingeart som beskrevs av Linevich 2002. Chaetocladius breviventris ingår i släktet Chaetocladius och familjen fjädermyggor. Inga underarter finns listade i Catalogue of Life.